# Ola Gert Aanjesen
Ola Gert Aanjesen (ur. 30 sierpnia 1918, zm. 2 września 2002) – norweski lotnik oraz skoczek narciarski, as myśliwski okresu II wojny światowej.

## Życiorys
Urodził się w 1918. W 1939 ukończył szkołę handlową w Trondheim i podjął studia na Wydziale Chemii Wyższej Szkoły Technicznej w Trondheim. Podczas inwazji Niemiec na Norwegię wstąpił do wojska i brał udział w patrolach na nartach. Szybki odwrót wojsk norweskich przed przeważającymi siłami Wermachtu zmusił jego oddział do odwrotu przez Szwecję w nadziei osiągnięcia Narviku, gdzie jeszcze trwały walki. Niestety został aresztowany przez władze szwedzkie i przekazany Niemcom. Jak wielu innych Norwegów podpisał dokument w którym zobowiązał się nie walczyć dalej z Niemcami. Po kapitulacji Norwegii wznowił studia i nawiązał kontakt z ruchem oporu. W 1941 przedostał się kutrem rybackim na Szetlandy. W Wielkiej Brytanii dołączył do Norweskich Sił Powietrznych i został skierowany na szkolenie do Kanady.
Od kwietnia 1943 służył w 332 dywizjonie, 22 czerwca nad Rotterdamem zniszczył prawdopodobnie messerschmitta Bf 109. 3 kwietnia 1945 został zestrzelony dowódca dywizjonu Kaare Bolstad, Aanjesen przejął jego obowiązki które pełnił do końca wojny.
Ola Gert Aanjesen zestrzelił 5 samolotów indywidualnie, jeden zespołowo, jeden zniszczył prawdopodobnie i jeden uszkodził. Został odznaczony Medalem Świętego Olafa z gałązką dębową, Norweskim Medalem Wojny, Medalem Wolności Haakona VII oraz brytyjskim Distinguished Flying Cross.
Po zakończeniu działań wojennych podjął pracę jako pilot w norweskich liniach lotniczych (Det Norske Luftfartselskap), od 1946 Scandinavian Airlines System, gdzie pracował do przejścia na emeryturę.
Ola Aanjesen uprawiał skoki narciarskie, był zawodnikiem Sportsklubben Freidig w Trondheim. W 1938 roku zajął 5. miejsce na mistrzostwach Norwegii juniorów, rok później zajął 3. miejsce w zawodach juniorów w Östersund. W 1942 podczas szkolenia w Kanadzie brał udział w kilku ważnych zawodach w Stanach Zjednoczonych i zdobył mistrzostwo USA, które wtedy były otwarte dla obcokrajowców. Wygrał również Mistrzostwa wschodnich Stanów Zjednoczonych  (Eastern Championship) oraz zajął drugie miejsce na Mistrzostwach Środkowych Stanów (Central Champhionship). We wszystkich zawodach występował pod swoim imieniem Ola, dopiero po wojnie zaczął używać nazwiska w sporcie. W 1946 zajął 2. miejsce w zawodach w Gråkallbakken.

## Odznaczenia
- Medal Świętego Olafa z gałązką dębową
- Norweski Medal Wojny
- Medal Wolności Haakona VII
- Distinguished Flying Cross